# Hierônimo de Siracusa
Hierónimo (português europeu) ou Hierônimo (português brasileiro) (em grego:  Ἱερώνυμος; 231–214 a.C.) foi um tirano de Siracusa que sucedeu seu avô, Hierão II, em 215 a.C. Na época, ele tinha apenas quinze anos e ascendeu ao trono em uma crise cheia de perigos, pois a Batalha de Canas havia abalado o poder romano, cuja influência fora sentida na Sicília; e embora não tivesse abalado a fidelidade do idoso Hierão, ainda assim um grande grupo em Siracusa já estava disposto a abandonar a aliança de Roma pela de Cartago. 

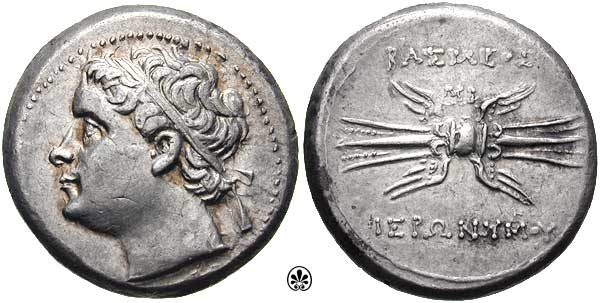
Moeda representando Hierônimo de Siracusa

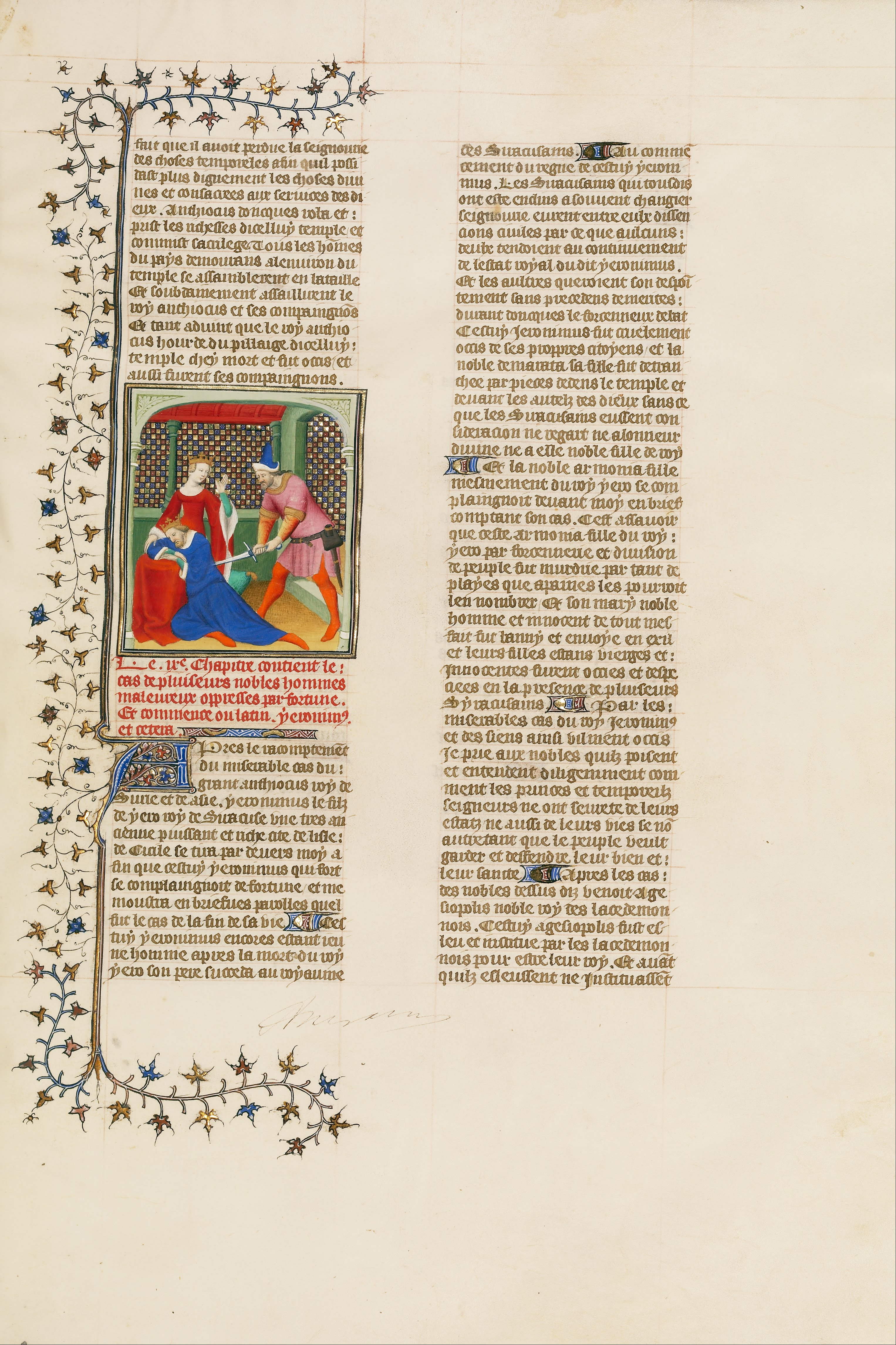
O Assassinato de Hierônimo, Rei de Siracusa

O jovem príncipe já havia dado indícios de fraqueza, senão depravação de temperamento, que alarmaram seu avô e o levaram a confiar a tutela de Hierônimo a um conselho de quinze pessoas, entre as quais estavam seus dois genros, Adranodoro e Zoipo. Mas os objetivos desse arranjo foram rapidamente frustrados pela ambição de Andranodoro, que, para se livrar da interferência de seus colegas, persuadiu o jovem rei a assumir as rédeas do governo, e ele mesmo deu o exemplo de renunciar ao cargo, que foi seguido pelos outros guardiões. Hierônimo agora se tornou uma mera ferramenta nas mãos de seus dois tios, ambos favoráveis à aliança cartaginesa — e Traso, o único de seus conselheiros que manteve qualquer influência sobre sua mente, e que era um amigo leal dos romanos, logo foi eliminado por uma acusação de conspiração.
O jovem rei agora enviava embaixadores a Aníbal, e os enviados desse general, Hipócrates e Epiciclo, foram recebidos em Siracusa com as mais altas honras. Por outro lado, os deputados enviados por Ápio Cláudio, o pretor romano na Sicília, foram tratados com o maior desprezo e era evidente que Hierônimo estava se preparando para as hostilidades imediatas. Ele enviou embaixadores a Cartago, para concluir um tratado com aquela potência, pelos termos do qual o rio Hímera era para ser a fronteira entre os cartagineses e os siracusanos na Sicília, mas ele rapidamente levantou suas exigências e, por uma segunda embaixada, reivindicou toda a ilha para si. Os cartagineses prontamente prometeram tudo, a fim de garantir sua aliança no momento, e ele montou um exército de quinze mil homens, com o qual se preparava para entrar em campo, tendo previamente despachado Hipócrates e Epiciclo para sondar a disposição das cidades em questão a Roma, quando seus planos foram repentinamente encerrados. Um bando de conspiradores, à frente dos quais estava Deinômenes, caiu sobre ele nas ruas de Lentini, e o despachou com vários ferimentos, antes que seus guardas pudessem vir em seu socorro, 214 a.C.
O curto reinado de Hierônimo durou apenas treze meses, e antigos escritores pró-romanos disseram que seu governo apresentou o contraste mais notável com o de seu avô. Esses escritores, talvez buscando agradar os vencedores romanos, acusaram o jovem monarca de se permitir ser seduzido pelas influências corruptoras da corte, e consideraram a ele uma disposição naturalmente ruim, ao mesmo tempo fraco e violento, e possuindo o temperamento de um tirano infantil. Eles escreveram que a partir do momento de sua ascensão ele se entregou à influência dos bajuladores, que o impeliram aos mais vis excessos: ele assumiu imediatamente toda a pompa externa da realeza que Hierão tão diligentemente evitou; e ao mesmo tempo que mergulhava da maneira mais desavergonhada em todas as espécies de luxo e libertinagem, ele exibia a mais implacável crueldade para com todos aqueles que se tornaram objetos de sua suspeita.
No entanto, Políbio parece inclinado a duvidar das declarações inflamadas sobre esse assunto; e não é improvável que possam ter sido exagerados pelos escritores a quem ele se refere. Entre as muitas calúnias e calúnias amontoadas contra Hierônimo estavam as comparações com o imperador romano Severo Elagábalo, a cujo personagem Hierônimo foi posteriormente comparado. Entre os exemplos citados por seu desprezo pela decência pública, ele teria se casado com uma prostituta, a quem conferiu o título e as honras de rainha.